# Seznam chráněných území v okrese Piešťany
Toto je seznam chráněných území v okrese Piešťany aktuální k roku 2017, ve kterém jsou uvedena chráněná území v oblasti okresu Piešťany.
| Kód  | Obrázek                          | Typ | Název                              | Rozloha (ha) | Galerie Commons                                           | Popis území | Souřadnice                       |
| ---- | -------------------------------- | --- | ---------------------------------- | ------------ | --------------------------------------------------------- | --- | -------------------------------- |
| 24   | Čerenec                          | PR  | Čerenec                            | 1,5000       | Kategorie „Čerenec (nature reserve)“ na Wikimedia Commons | | 48°38′8″ s. š., 17°42′35″ v. d.  |
| 53   | Chríb                            | PR  | Chríb                              | 15,8900      | Kategorie „Chríb“ na Wikimedia Commons                    | | 48°36′16″ s. š., 17°39′ v. d.    |
| 810  | Lančársky Dubník                 | PR  | Lančársky Dubník                   | 27,0240      | Kategorie „Lančársky Dubník“ na Wikimedia Commons         | | 48°35′40″ s. š., 17°38′40″ v. d. |
| 1171 |                                  | PP  | Malá dolnosokolská jaskyňa         | x            |                                                           | |                                  |
| 1012 | Skalní brána                     | PP  | Malá Pec                           | 14,0600      | Kategorie „Malá pec“ na Wikimedia Commons                 | | 48°37′53″ s. š., 17°40′31″ v. d. |
| 101  |                                  | PR  | Málová                             | 16,1000      |                                                           | |                                  |
| 119  | Orlie skaly, pohled na západ     | PR  | Orlie skaly                        | 31,2300      | Kategorie „Orlie skaly“ na Wikimedia Commons              | | 48°37′37″ s. š., 17°39′6″ v. d.  |
| 132  | Pod Holým Vrchom                 | PR  | Pod Holým vrchom                   | 12,9400      | Kategorie „Pod Holým vrchom“ na Wikimedia Commons         | Suchomilná a teplomilná vegetace Malých Karpat s chráněnými a ohroženými druhy. Jedná se o jednu z mála lokalit s masovým výskytem Ηlaváčku jarního (Adonis vernalis) v CHKO Malé Karpaty | 48°35′8″ s. š., 17°37′39″ v. d.  |
| 155  | Jezero, v pozadí Považský Inovec | CHA | Drahovce - Sĺňava                  | 399,0014     | Kategorie „Sĺňava Reservoir“ na Wikimedia Commons         | | 48°33′23″ s. š., 17°49′33″ v. d. |
| 1170 | Velká jeskyně v Dolním Sokole    | PP  | Velká a Malá dolnosokolská jeskyně | x            |                                                           | | 48°35′38″ s. š., 17°56′19″ v. d. |
| 1169 | Jeskyně pod vrcholem             | PP  | Veľká pec                          | x            | Kategorie „Veľká pec“ na Wikimedia Commons                | | 48°37′56″ s. š., 17°39′53″ v. d. |
| 184  |                                  | PP  | Veľký jarok                        | 0,8506       |                                                           | |                                  |
| 900  | Visící skály                     | PP  | Visiace skaly                      | 0,9600       |                                                           | | 48°34′55″ s. š., 17°56′43″ v. d. |